# Tombang Kaluang
Tombang Kaluang is een bestuurslaag in het regentschap Mandailing Natal van de provincie Noord-Sumatra, Indonesië. Tombang Kaluang telt 1007 inwoners (volkstelling 2010).